# 박 (악기)

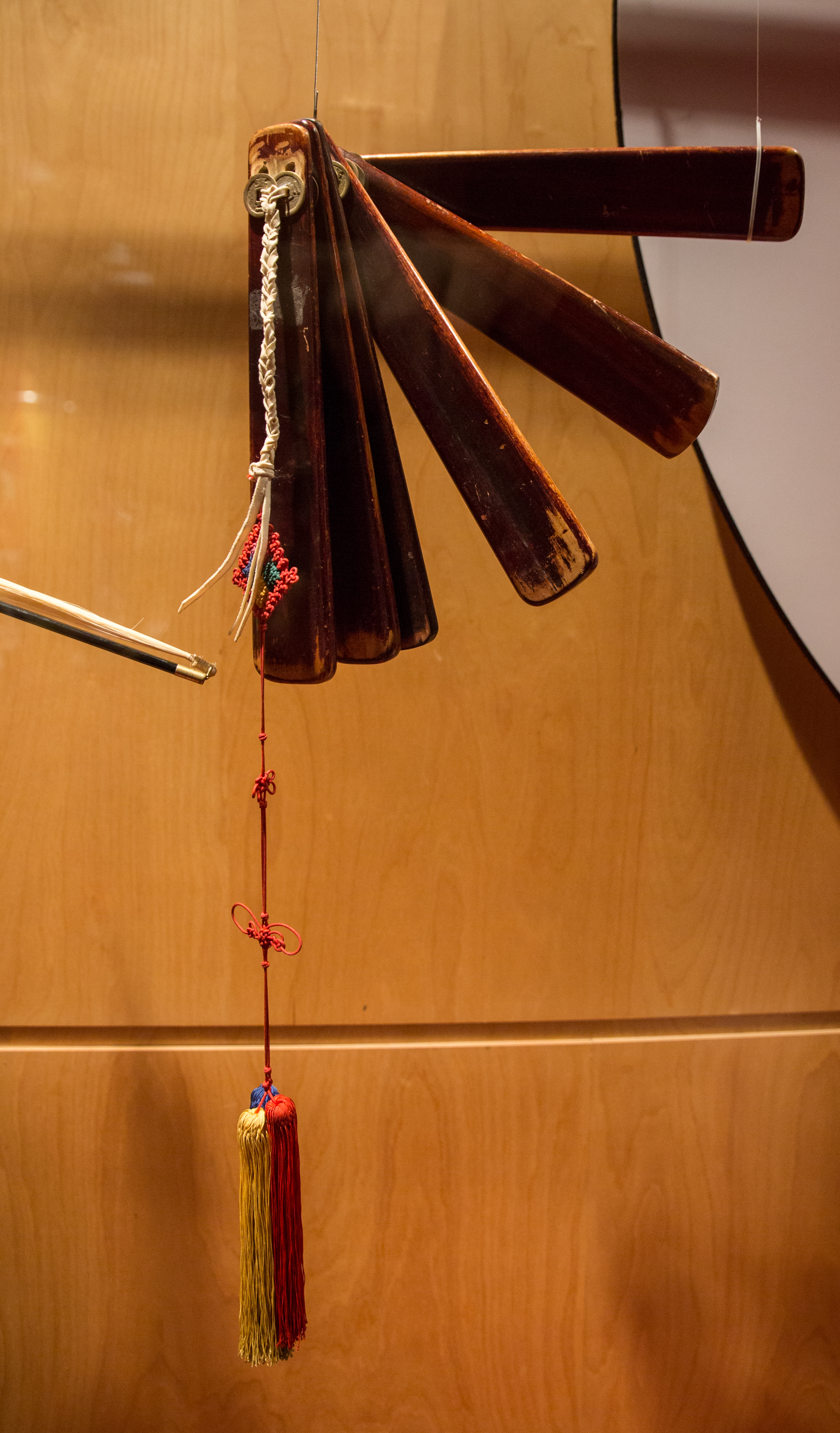
박

박(拍)은 나무조각 6개를 엮어서 만든 타악기이나, 음악 연주보다는 음악의 시작과 끝을 알리는 데 사용된다. 궁중음악에서 시작할 때 한 번, 끝날 때 세 번 쳐서 시작과 끝을 알린다. 박을 잡은 사람은 서양 음악의 지휘자와 같은 역할을 한다. 증보문헌비고에 의한 악기 분류법 중 목부에 속한다.
얇고 긴 나무판을 여섯 장 책처럼 한끝을 매고 폈다가 힘주어 접어 쳐서 소리를 낸다. 종묘제례악, 연례악에서 주로 음악의 시작과 끝에 친다. 박판(拍板)이란 이름으로 신라 말기부터 쓰여 왔다. 나무재료는 화리(華梨)나 황상(黃桑)이 좋다. 나무판의 크기는 길이 1자 3치·윗넓이 1치 9푼·두께 3푼·아래넓이 2치 4푼·두께 4푼이 되고, 위쪽에 구멍을 파서 나무판 6개를 끈으로 매는데 끈의 나머지는 연장시켜 길이 2자 7치쯤 늘린다. 박을 치는 법은 이를 두 손으로 모아 잡고 아래쪽을 왼쪽에서 오른쪽으로 벌렸다가 왼손은 움직이지 않고 오른손으로 벌렸던 박판을 급히 접으며 쳐서 소리를 낸다.

## 같이 보기
- 한국 전통 악기
- 궁중음악